# Acanthogryllus brunneri
Acanthogryllus brunneri är en insektsart som först beskrevs av Henri Saussure 1877.  Acanthogryllus brunneri ingår i släktet Acanthogryllus och familjen syrsor. Inga underarter finns listade i Catalogue of Life.